# Nirina
Nirina là một chi bọ cánh cứng trong họ Chrysomelidae.
Chi này được miêu tả khoa học năm 1892 bởi Weise.

## Các loài
Các loài trong chi này gồm:
- Nirina flavofasciata Laboissiere, 1940
- Nirina imitans (Jacoby, 1894)
- Nirina jacobyi Weise, 1892
- Nirina regalis Laboissiere, 1940